# Ochthebius chappuisi
Ochthebius chappuisi är en skalbaggsart som beskrevs av Armand D'Orchymont 1948. Ochthebius chappuisi ingår i släktet Ochthebius och familjen vattenbrynsbaggar. Inga underarter finns listade i Catalogue of Life.